# Bez skrupułów (powieść Harlana Cobena)
Bez skrupułów (tyt. oryg. Deal Breaker) – amerykańska powieść sensacyjna z 1995 r., autorstwa Harlana Cobena. Pierwsza powieść, w której głównym bohaterem jest Myron Bolitar, były koszykarz i agent sportowy w jednej osobie. Polskie wydanie, w tłumaczeniu Andrzeja Grabowskiego, wydała oficyna „Albatros” w 2003 r.

## Fabuła
Na terenie kampusu znika studentka Kathy Culver. Znalezione dowody, jak zakrwawiona bielizna znaleziona w koszu na śmieci, wskazują na gwałt i zabójstwo. Półtora roku później narzeczony dziewczyny, Christian Steele, znajduje zdjęcia Kathy w piśmie pornograficznym i odbiera tajemniczy telefon, w którym słychać jej głos. Wkrótce potem ginie ojciec Kathy. Wówczas starsza siostra ofiary, Jessica, prosi o pomoc dawnego chłopaka – Myrona Bolitara.

## Wyróżnienia
- Nominacja do Nagrody im. Edgara Allana Poe (1996)[4]
- Nagroda Anthony Award (1997)[5]